# Ulrich Kaufmann (Filmemacher)
Ulrich Kaufmann (* 8. Juli 1974 in Feldkirchen in Kärnten) ist ein österreichischer Filmemacher, Video- und Installationskünstler.
Der Autodidakt Kaufmann studierte 2003 Medienerziehung am Medienzentrum Wien und besuchte 2006–07 Werkstätten für Fernsehdokumentation bei Wolfgang Hackl und Peter Zurek. Kaufmann wurde mit experimentellen Dokumentar- und Kurzfilmen, Bühnenfilmen für Theater, Oper und Ballett, Regiearbeiten sowie Videoperformances und -installationen bekannt.
1999 war er mit einem Bühnenfilm an der multimedialen Oper Da Capo al Capone, einem Gemeinschaftswerk von René Staar, Dieter Kaufmann, Erik Freitag, Georg Amanshauser, Amy Leverenz und Eugene Hartzell beteiligt, 2003 an der Kinderoper Himmel und Hölle, die beim Carinthischen Sommer aufgeführt wurde. 2000 führte er Regie bei dem Kindertheaterstück Du und Ich Bockerl.
2000 realisierte Kaufmann die Videoperformance Verboten im Kasino am Schwarzenbergplatz des Burgtheaters. 2007 entstand in Zusammenarbeit mit dem Maler Wolfgang Walkensteiner die Animation rafting medusas. Beim Festival Ars Electronica 2008 wurde sein Kurzfilm Bildnis einer Frau im Spiegel gezeigt.
Mit Sigrid Friedmann bildet Kaufmann die Multimediagruppe sogx.net. Eines ihrer gemeinsamen Projekte war der sechzigminütige Dokumentarfilm Pompa (2006).

## Werke
- Sisy's Fuss, Bühnenfilm zur Oper Aus welchem Material ist der Stein von Sisyphos, 1996
- Alpenbad, Kurzfilm (mit Hans Döllinger), 1998 (Anerkennungspreis Festival der Nationen, Oberösterreich, 1999)
- Dacapo Al Capone, Oper, 1999
- Im Bleiberg, Bergbaudenkmal im Bergbaumuseum Bad Bleiberg, 1999
- Das Spiel 1, 2, 3, 4, Kurzfilme (mit Hans Döllinger), 1999–2008
- Daidalia oder Das Leben einer Theorie, Oper von Anestis Logothetis, 2000
- Passwort: Gilles de Rais, Musik-Media-Performance (Livemusik von Klaus Karlbauer und Philip Jeck), 2001
- Zero and Ones, Musik-Media-Performance (Livemusik von Klaus Karlbauer und Bernhard Loibner, Performance Roswitha Schreiner), 2001
- Du und ich Bockerl, Kindertheater, 2001
- Statt meiner Träume, Kurzfilm (mit Gunda König), 2002
- Sale, multimediales Theaterstück (Musik: Dieter Kaufmann, Choreographie: Sabine Reiter), 2002
- Himmel und Hölle, Kinderoper von Wolfgang Liebhart, 2003
- Ebenerdig, Tanz-Video-Performance (mit Nikolaus Meixner), Kulturtage Herzogburg St. Veit, 2006
- Achtflächler, Videoskulptur (mit Pepi Öttl) zur Lange Nacht der Museen in Völkermarkt, 2008
- Dido und Aeneas, Opernproduktion mit Solisten und Konzertchor der Berufsfachschule für Musik Oberfranken und den Hofer Symphonikern (Regie und Videoinstallation: Ulrich Kaufmann und Sigrid Friedmann; Musikalische Leitung: Manuel Grund) Kronach, 2024

| Personendaten    | Personendaten                                     |
| ---------------- | ------------------------------------------------- |
| NAME             | Kaufmann, Ulrich                                  |
| KURZBESCHREIBUNG | österreichischer Video- und Installationskünstler |
| GEBURTSDATUM     | 8. Juli 1974                                      |
| GEBURTSORT       | Feldkirchen in Kärnten                            |